# 岩茴香
岩茴香（学名：Ligusticum tachiroei）是伞形科藁本属的植物。分布于日本、朝鲜以及中国大陆的河北、河南、辽宁、山西、吉林等地，生长于海拔1,200米至2,500米的地区，常生长在河岸湿地、石砾荒原和岩石缝间，目前尚未由人工引种栽培。

## 别名
细叶藁本（秦岭植物志）